# Tito Estatilio Severo
Tito Estatilio Severo  fue un senador romano que desarrolló su cursus honorum en el siglo II bajo los imperios de Antonino Pío, y Marco Aurelio y Lucio Vero.

## Familia
De familia de origen sirio, era hijo de Tito Estatilio Máximo, consul ordinarius en 144, bajo Antonino Pío.

## Carrera pública
En 171, bajo Marco Aurelio, fue designado consul ordinarius.